# Bittersweet (嵐の曲)
『Bittersweet』（ビタースウィート）は、日本の男性アイドルグループ・嵐の通算42枚目となるシングル。2014年2月12日にジェイ・ストームから発売された。

## 解説
前作から約9か月ぶりのリリース。
シングルは通常盤、初回限定盤の2形態でリリースされ、初回限定盤には歌詞ブックレットが封入されている。

## チャート成績
「Bittersweet」のシングルCDは、2014年2月24日付オリコン週間シングルチャートにおいて初登場で1位にランクインした。同チャートにおける嵐のシングルの1位獲得は「PIKA★★NCHI DOUBLE」から31作連続、通算38作目となった。これにより、嵐は通算1位獲得数で浜崎あゆみが記録していた37作を抜き、B'z（46作）に続く単独2位となった。初動売上は約51.2万枚であり、累計売上は59万枚。

## 収録曲

### CD
※「Sync」以降、通常盤のみ収録。
1. Bittersweet [4:50]
作詞・作曲：100+
編曲：石塚知生
  - 松本潤主演 フジテレビ系月9ドラマ『失恋ショコラティエ』主題歌

第80回ザテレビジョンドラマアカデミー賞でドラマソング賞を受賞した[5]。
シングル表題曲として初めて大野が全ての振り付けを担当した[6]。
2. Road to Glory [3:59]
作詞：s-Tnk
作曲：Susumu Kawaguchi
編曲：ha-j
  - 日本テレビ系『ソチ2014』テーマソング
3. Sync [4:47]
作詞：小川貴史
Rap詞：櫻井翔
作曲：U-Key zone
編曲：吉岡たく
4. もっと、いまより [3:47]
作詞・作曲：youth case
編曲：BJ Khan
5. Bittersweet（オリジナル・カラオケ）
6. Road to Glory（オリジナル・カラオケ）
7. Sync（オリジナル・カラオケ）
8. もっと、いまより（オリジナル・カラオケ）

### DVD
※初回限定盤のみ
1. 「Bittersweet」ビデオ・クリップ

## 収録アルバム
- THE DIGITALIAN（#1）
- 5×20 All the BEST!! 1999-2019（#1）
- ウラ嵐BEST 2012-2015（通常盤#2 - 4）

## 映像作品
Bittersweet
- ARASHI BLAST in Hawaii
- ARASHI LIVE TOUR 2014 THE DIGITALIAN
- ARASHI BLAST in Miyagi
- ARASHI LIVE TOUR 2017-2018 「untitled」